# Oulad Bourahmoune
Oulad Bourahmoune (franska: Oulad Bourahmoune (CR), Oulad Bourahmoune (Commune Rurale), arabiska: أحد بوموسى) är en kommun i Marocko.   Den ligger i provinsen Fquih Ben Salah och regionen Béni Mellal-Khénifra, 190 km söder om huvudstaden Rabat. Antalet invånare är 13 635.